# Unterseeboot 397
L'Unterseeboot 397 ou U-397 est un sous-marin allemand (U-Boot) de type VIIC utilisé par la Kriegsmarine pendant la Seconde Guerre mondiale.
L'U-397 n'a ni endommagé ni coulé de navire au cours de l'unique patrouille qu'il effectua.
Il a été sabordé le 5 mai 1945 dans la baie de Gelting suivant les ordres (Opération Regenbogen) de l'Amiral Karl Dönitz.

## Conception
Unterseeboot type VII, l'U-397 avait un déplacement de 769 tonnes en surface et 871 tonnes en plongée. Il avait une longueur totale de 67,10 m, un maître-bau de 6,20 m, une hauteur de 9,60 m, un tirant d'eau de 4,74 m et un tirant d'air de 4,86 m. Le sous-marin était propulsé par deux hélices de 1,23 m, deux moteurs diesel Germaniawerft F46 de 6 cylindres en ligne de 1 400 ch à 470 tr/min, produisant un total de 2 060 à 2 350 kW en surface et de deux moteurs électriques Garbe, Lahmeyer & Co. RP 137/c de 375 ch à 295 tr/min, produisant un total 550 kW, en plongée. Le sous-marin avait une vitesse en surface de 17,7 nœuds (32,8 km/h) et une vitesse de 7,6 nœuds (14,1 km/h) en plongée. Immergé, il avait un rayon d'action de 93 milles marins (150 km) à 4 nœuds (7,4 km/h ; 4,6 milles par heure) et pouvait atteindre une profondeur de 230 m. En surface son rayon d'action était de 9 426 milles nautiques (soit 15 170 km) à 10 nœuds (19 km/h).
L'U-397 était équipé de cinq tubes lance-torpilles de 53,3 cm (quatre montés à l'avant et un à l'arrière) et embarquait quatorze torpilles. Il était équipé d'un canon de 8,8 cm SK C/35 (220 coups) et d'un canon de 20 mm Flak C30 en affût antiaérien. Il pouvait transporter 26 mines Torpedomine A ou 39 mines Torpedomine B. Son équipage comprenait 4 officiers et 44 à 56 sous-mariniers.

## Historique
Le sous-marin est commandé le 29 août 1942, lancé le 6 octobre 1943 et mis en service le 20 novembre, sous le commandement de l'Oberleutnant zur See Fritz Kallipke.
Le bateau fait un bref passage à Kiel puis accoste à Stavanger en (Norvège), le 2 juin 1944.

### Patrouille
L'U-397 quitte Stavanger le 8 juin 1944 et reviendra le 26, n'ayant coulé ou endommagé aucun navire.
Le bateau retourne à Kiel le 4 juillet 1944 et ne prend plus part à aucune mission.
Il est sabordé le 5 mai 1945 dans la baie de Gelting dans le cadre de l'Opération Regenbogen. Son épave est renflouée après la guerre.

## Affectations
- 5. Unterseebootsflottille du 6 octobre 1943 au 20 novembre 1943 (Flottille d'entraînement).
- 7. Unterseebootsflottille du 21 novembre 1943 au 1er juin 1944 (Flottille de combat).
- 23. Unterseebootsflottille du 2 juin 1944 au 1er juillet 1944 (navire école).
- 31. Unterseebootsflottille du 2 juillet 1944 au 20 février 1945 (Flottille d'entraînement).

## Commandement
- Oberleutnant zur See Fritz Kallipke du 20 novembre 1943 au 16 juillet 1944
- Oberleutnant zur See Friedrich Stege du 17 juillet 1944 au 25 avril 1945
- Kapitänleutnant Gerhard Groth du 26 avril 1945 au 5 mai 1945

## Patrouilles
|       | Commandant           | Départ       | Départ    | Arrivée        | Arrivée   | Jours    | Succès |
| ----- | -------------------- | ------------ | --------- | -------------- | --------- | -------- | ------ |
|       | Oblt. Fritz Kallipke | 31 mai 1944  | Kiel      | 2 juin 1944    | Stavanger | 3 jours  |        |
| 1     | Oblt. Fritz Kallipke | 8 juin 1944  | Stavanger | 24 juin 1944   | Stavanger | 17 jours |        |
|       | Oblt. Fritz Kallipke | 28 juin 1944 | Stavanger | 4 juillet 1944 | Kiel      | 7 jours  |        |
| Total | Total                | Total        | Total     | Total          | Total     | 27 jours | 0 t    |

Note : Oblt. = Oberleutnant zur See